# (33891) 2000 KS24
2000 KS24 (asteroide 33891) é um asteroide da cintura principal. Possui uma excentricidade de 0.16714190 e uma inclinação de 1.90599º.
Este asteroide foi descoberto no dia 28 de maio de 2000 por LINEAR em Socorro.